# Sklepy Razem
Sklepy Razem – polska sieć sklepów spożywczych działających na terenie województwa lubelskiego. W skład sieci wchodzi ok. 300 placówek handlowych
Sieć sklepów zarządzana jest przez niezależnych kupców zrzeszonych w Stowarzyszeniu Kupców i Przedsiębiorców Polskich Razem z siedzibą w Lublinie. Stowarzyszenie utworzono w 2002 roku, a jego głównym celem było stworzenie silnej grupy zakupowej oraz polepszenie współpracy między przedsiębiorcami w okresie silnej ekspansji super- i hipermarketów. 
W dniu 29 grudnia 2009 r. zarząd Stowarzyszenia Kupców i Przedsiębiorców Polskich „Razem” podpisał umowę o współpracy handlowej z ogólnopolską siecią Lewiatan Holding S.A.